# Moussala (montagne)
Pour les articles homonymes, voir Musala.
Le mont Moussala (en bulgare : Мусала, translittération internationale Musala) est un ensemble de sommets des Balkans (dont il constitue le point culminant), dans le massif du Rila. Il culmine à 2 925 mètres d'altitude.

## Toponymie
L'étymologie du nom peut être Mus Allah, « la montagne d'Allah », ou encore Maşallah, « la gloire d'Allah ». Le nom date en tout cas de l'époque où la Bulgarie faisait partie de l'Empire ottoman (fin du XIVe siècle à 1878), et n'a curieusement été affecté par aucune des vagues de « déturquisation » des toponymes organisées depuis la libération du pays en 1878, sauf à l'époque stalinienne : entre 1949 et 1962, le Musala a été nommé « mont Staline ». L'ancien nom bulgare de la montagne, « Tangra » (en bulgare : Тангра), renvoie au dieu suprême des Bulgares avant leur évangélisation en 865 par le tsar Boris Ier (composé de tan : paradis, nak : homme et ra : dieu). Enfin dans l'Antiquité, à l'époque des Thraces, lorsque, selon la légende, Philippe II de Macédoine tint à en faire l'ascension, le massif est mentionné sous le nom de Megalos Haemos en grec puis de Montes Haemus en latin.
Le nom latin de Montes Haemus a servi à Johannes Hevelius pour nommer des montagnes sur la Lune (vers 17°N 13°E), au sud de la mer de la Tranquillité.
Le nom actuel de Moussala a servi à l'expédition Tangra de 2004-2005 pour nommer un glacier antarctique sur l'île Greenwich dans l'archipel des îles Shetland du Sud, en l'honneur du sommet par la Commission bulgare pour les toponymes antarctiques.

## Géographie

### Situation et topographie

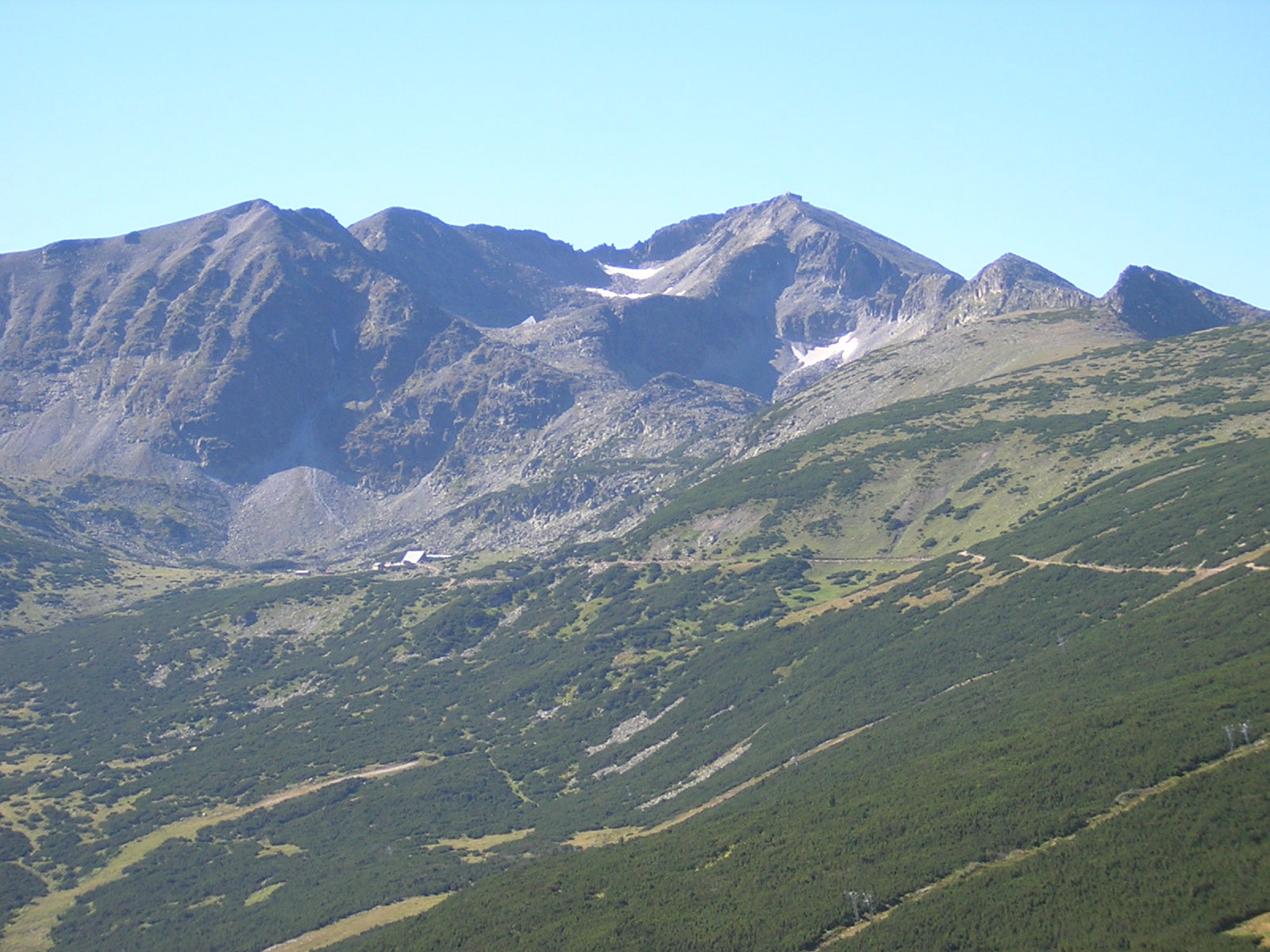
Le Musala vu depuis Jastrebec. On aperçoit également le chalet du Musala et le refuge Everest.

Le mont Moussala est situé dans le parc national de Rila. On peut apercevoir la plupart des chaînes de montagne de Bulgarie depuis le sommet : le Vitocha au nord-ouest, la Sredna Gora (petit Balkan) au nord-est, le Grand Balkan au nord, à l'arrière du Vitocha et de la Sredna Gora, les Rhodopes au sud-est, le Pirin au sud, les monts Osogovo et Ruj à l'ouest, et bien sûr le massif du Rila.
Les pics les plus importants sont : le Musala (2 925 m), le petit Musala (2 920 m) et le pic Ireček (2 852 m), ce dernier sommet portant le nom de Konstantin Josef Jireček, historien tchèque qui fut l'un des premiers ministres de l'éducation de Bulgarie.
Trois des principales rivières de Bulgarie, l'Iskăr, la Marica et la Mesta ont leur source à proximité de ce sommet.

### Climat
Avec une température moyenne annuelle de −3 °C, le Musala est le lieu le plus froid de Bulgarie et de tous les Balkans. Chaque année, la température reste en dessous de 0 °C pendant 8 mois. C'est pourquoi 45 % des précipitations sont constituées de neige, et la couverture neigeuse y demeure sans interruption pendant près de 200 jours par an (plus de 6 mois et demi).

### Faune et flore
Il possède une flore et une faune très variées, comprenant des pins de Macédoine et des sapins de Bulgarie (Abies borisii-regis). On peut y admirer le Tichodrome échelette et des chamois (Rupicapra rupicapra balcanica) vivent également dans le massif.

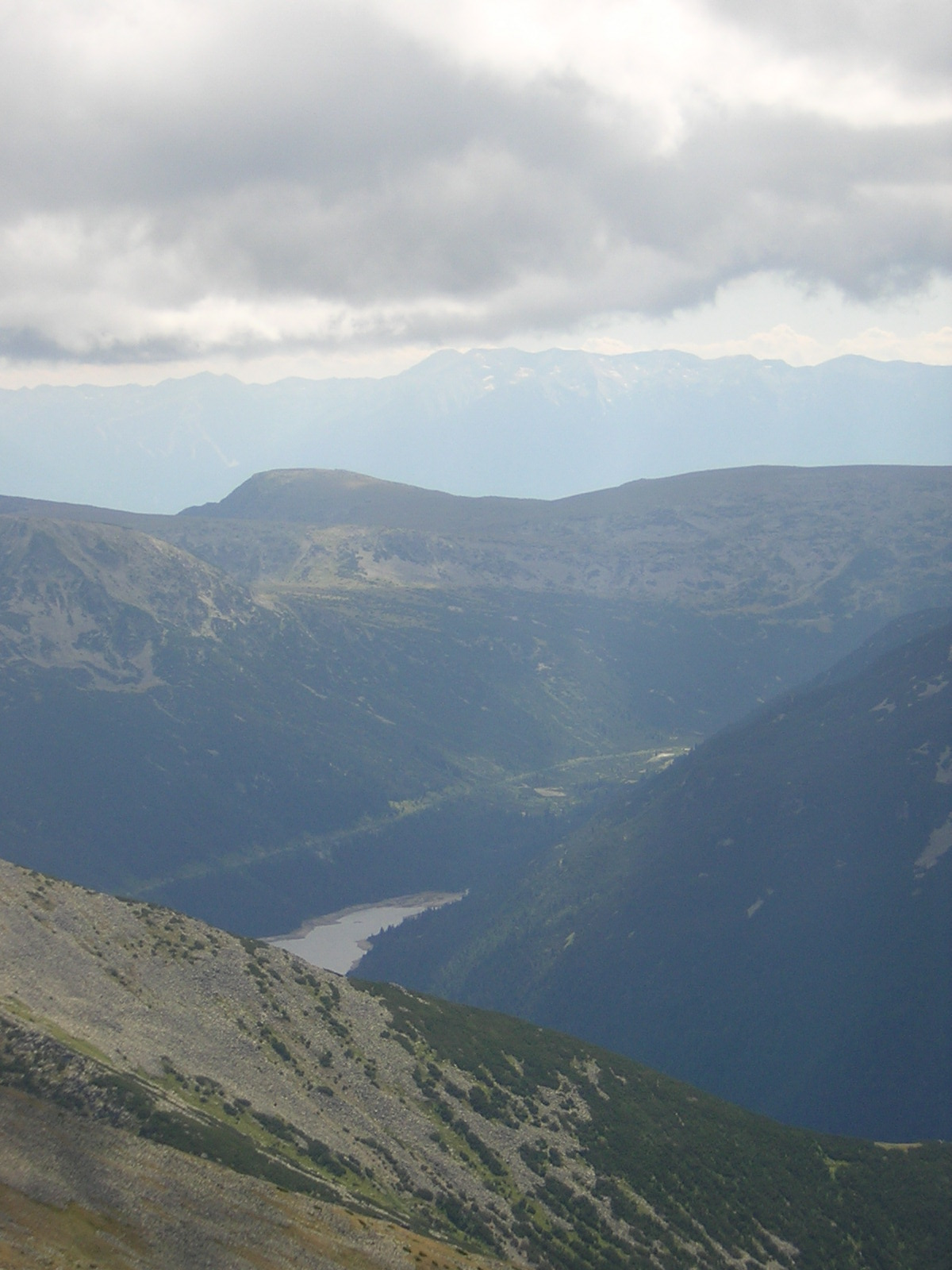
Le massif du Pirin vu depuis le Musala.
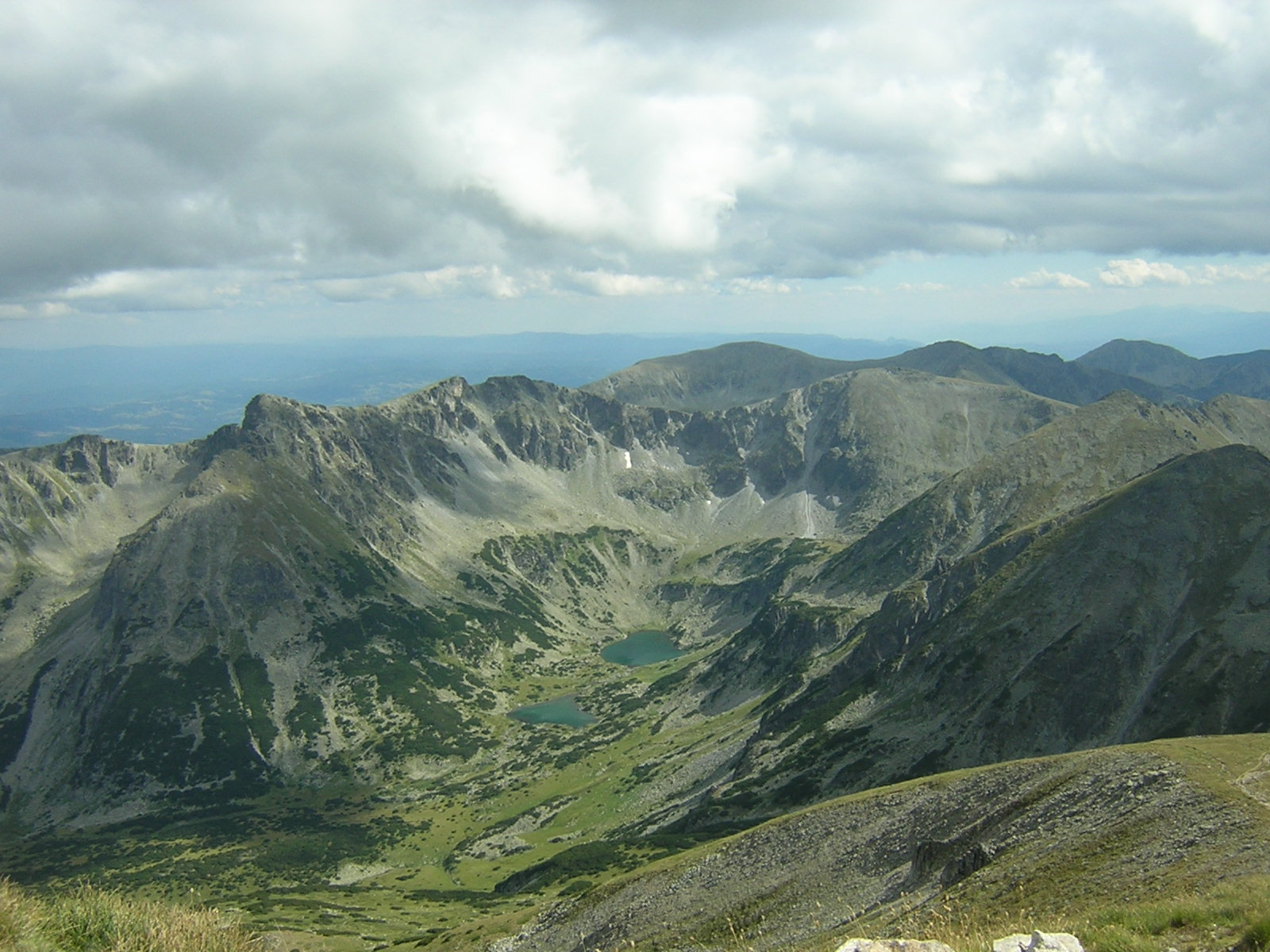
Les sources de la Marica vues depuis le Musala.
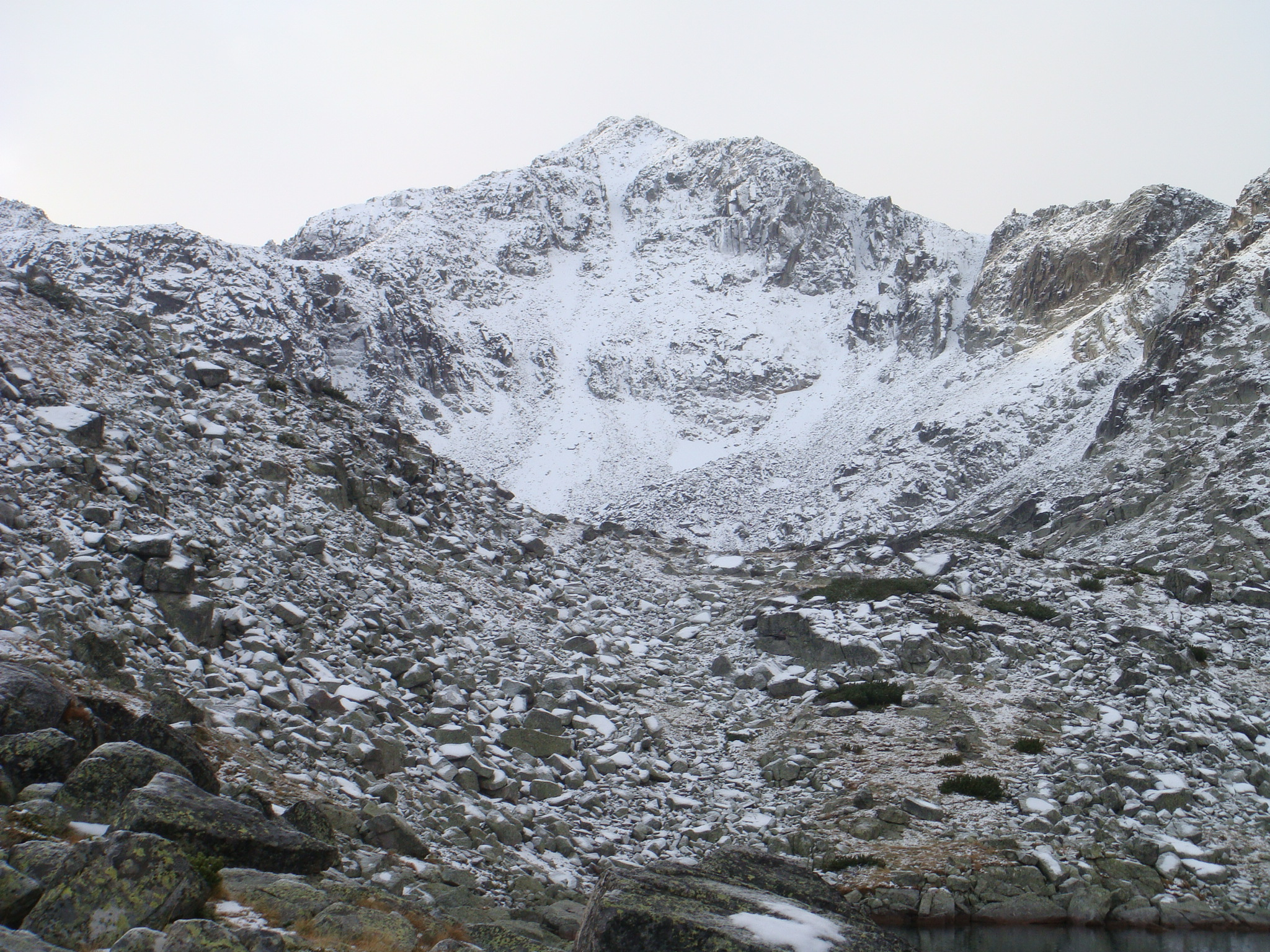
Le Musala vu depuis le refuge Everest (septembre 2008).
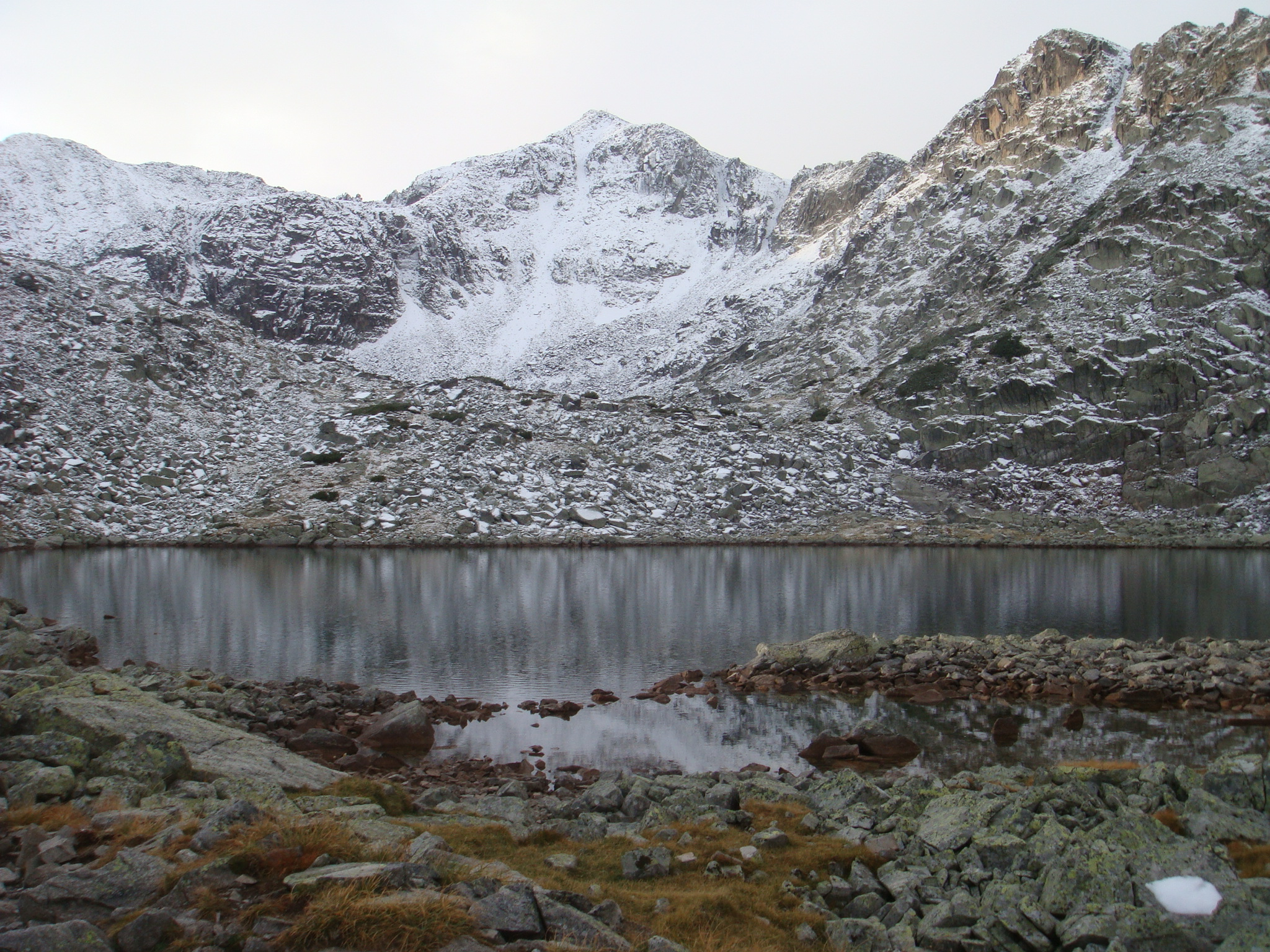
Le lac du Musala (septembre 2008).

## Activités

### Randonnée

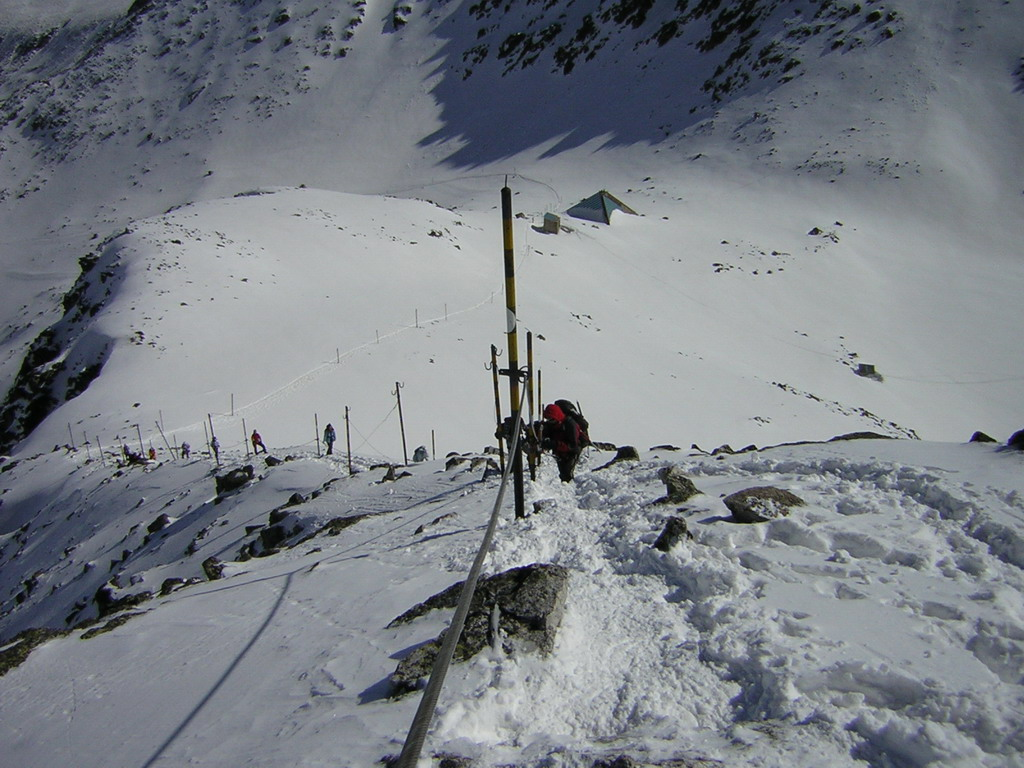
Randonneurs près du sommet du Musala. La pyramide en arrière-plan est le refuge Everest.

L'ascension la plus facile se fait à partir de la station de ski de Borovec, et de là 10 km vers le nord. Une télécabine emmène également les visiteurs de Borovec au pic Jastrebec à 2 369 mètres, où se trouvent de nombreux chalets. À partir de Jastrebec, une heure de marche est nécessaire pour arriver au chalet de Musala (2 430 mètres), puis encore deux heures jusqu'au refuge Everest, le plus haut de Bulgarie, enfin environ une demi-heure jusqu'au sommet.

### Recherche scientifique
Deux stations de l'Académie bulgare des sciences sont situées sur le sommet du Moussala : l'observatoire de haute montagne de l'Institut national de météorologie et d'hydrologie (NIMH/НИМХ), créé en 1932, et l'Observatoire environnemental de base (Basic Environmental Observatory, BEO), construit à la fin de l'année 1999 par l'Institut de recherches nucléaires de l'Académie des sciences en remplacement d'un ancien laboratoire de mesure du rayonnement cosmique.

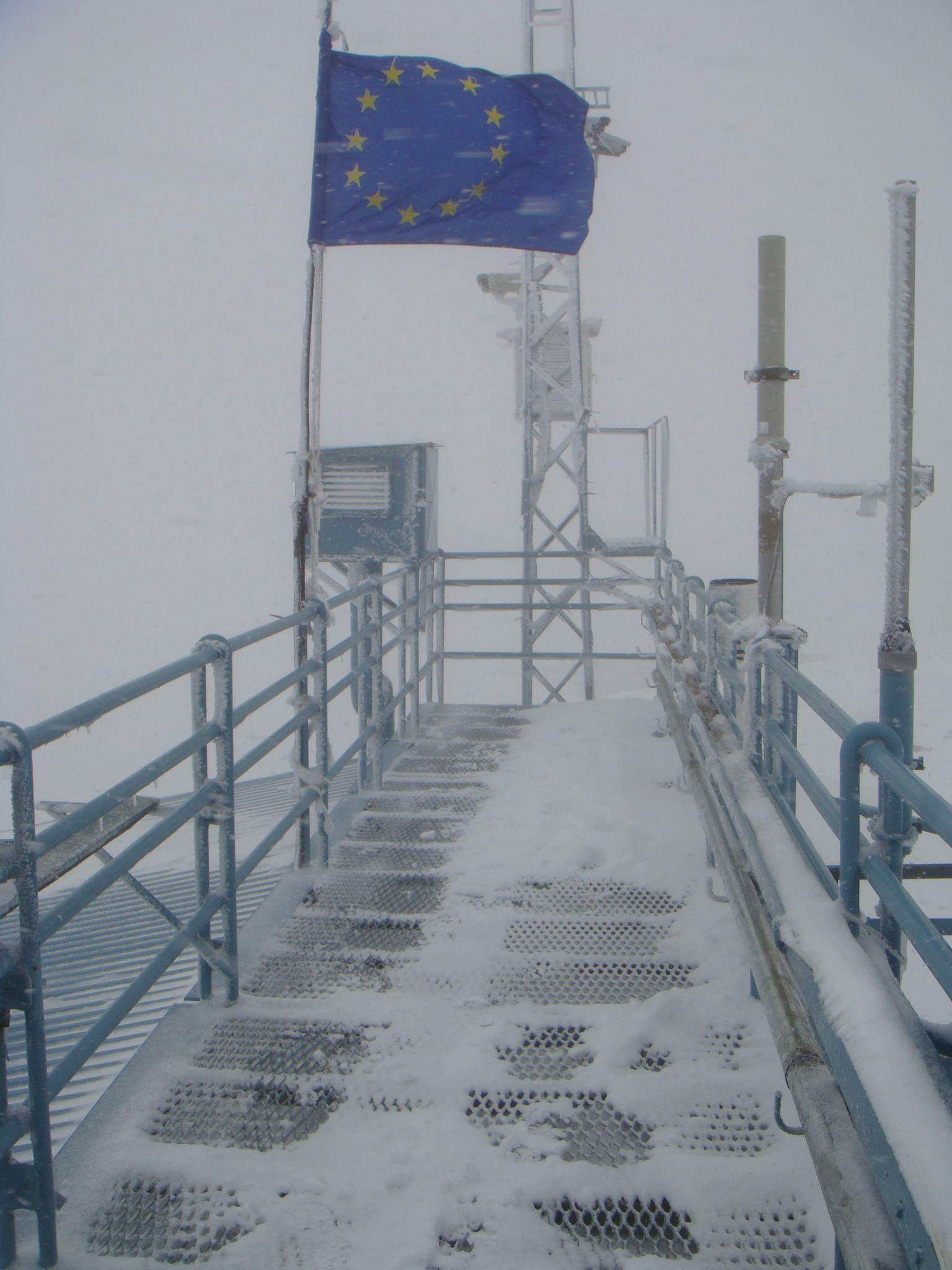
Plate-forme de l'observatoire BEO Musala (septembre 2008).
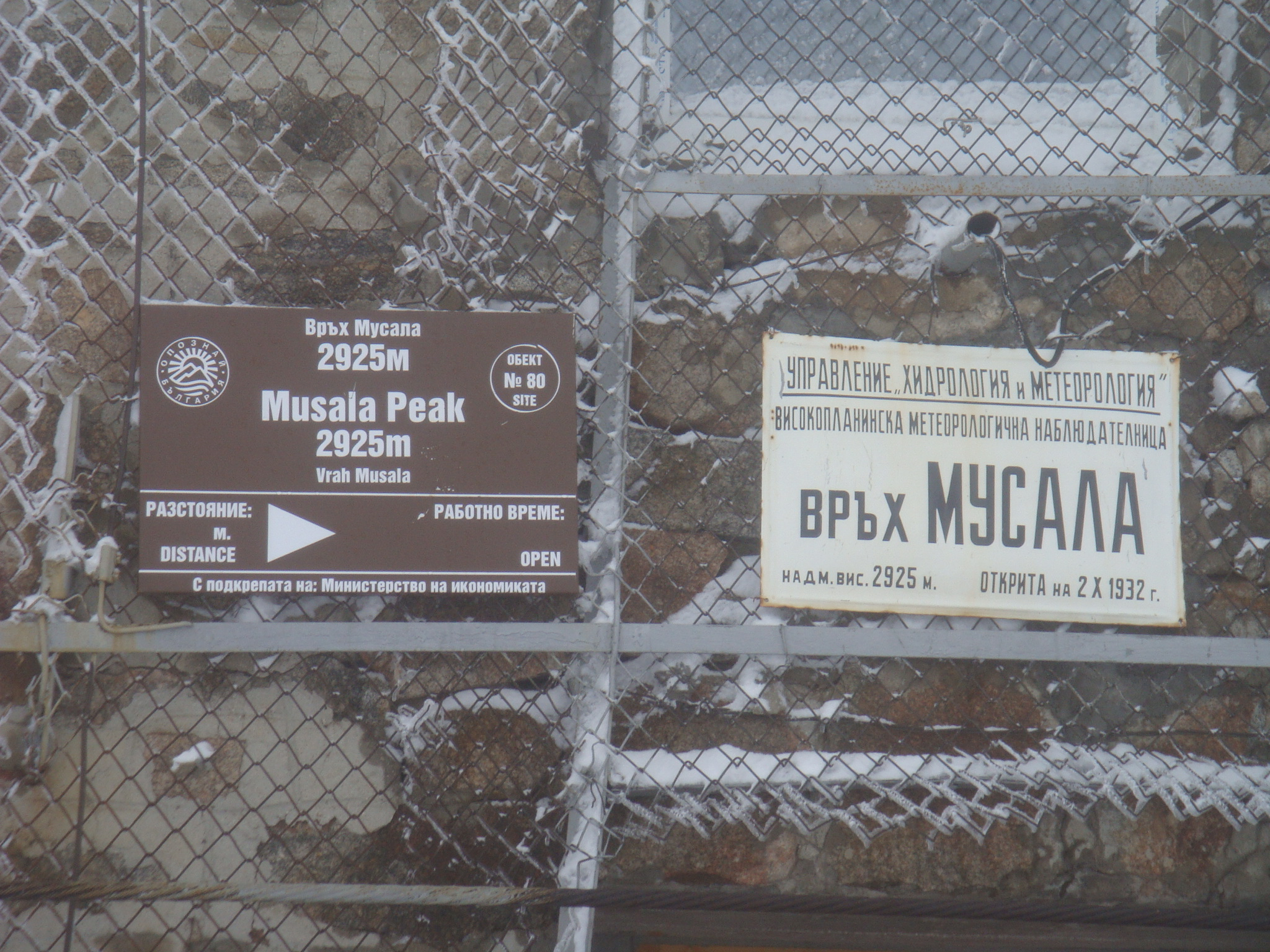
Plaque sur la station météorologique du Musala.